# Football Club Pro Vasto 2005-2006
Questa voce raccoglie le informazioni riguardanti il Football Club Pro Vasto nelle competizioni ufficiali della stagione 2005-2006.